# Šanta zkřížená
Šanta zkřížená (Nepeta × faassenii) je rostlina, vytrvalá bylina, která je původně zahradním křížencem dvou druhů - Nepeta racemosa a Nepeta nepetella.

## Odborná synonyma
Latinská:
- Nepeta faasenii
- Nepeta mussinii

Česká:
- šanta Fassenova
- šanta modrá
- šanta Mussiniho

## Popis
Rostlina dorůstá výšky až 50cm, bohatě kvete od dubna do srpna malými, ale efektními, dvoupyskými modrými květy, trubkovitého tvaru. Pokračování v kvetení je podpořeno odstraněním odkvetlých květních lodyh. Semena jsou převážně sterilní, a proto rostlina není invazivním druhem, na rozdíl od některých jiných druhů rodu šanta. Listy jsou našedlé, chloupkaté, vonné.

## Pěstování
Šanta zkřížená je na péči nenáročná rostlina, vyžaduje slunečné polohy, propustné lehké půdy. Je vhodná do záhonů, skalek, volných kompozic ve skupinách. Množení pouze vegetativně, řízky.